# Пораће (Фојница)
Пораће је насељено место у Босни и Херцеговини у општини Фојница. Административно припада Федерацији Босне и Херцеговине, односно њеном Средњобосанском кантону. Према попису становништва из 2013. у насељу је било 15 становника, а већинску популацију пре рата чинили су Хрвати и Бошњаци.

## Становништво
По последњем службеном попису становништва из 2013. године у овом насељу живело је 15 становника, а село је било етнички хетерогено са мешовитом хрватско-бошњачком популацијом. 
| Националност | 2013. | 1991.       | 1981.      | 1971.       |
| Бошњаци      | —     | 12 (54,55%) | 8 (47,06%) | 14 (38,89%) |
| Хрвати       | —     | 10 (45,45%) | 9 (52,94%) | 22 (62,11%) |
| Укупно       | 15    | 22          | 17         | 36          |